# Vir (zespół muzyczny)
Vir – polska grupa wykonująca muzykę z pogranicza rocka i popu. Zespół powstał w 2003 roku w Rzeszowie z inicjatywy Mariusza Długosza, Tomasza Tebina oraz Andrzeja Ruzzala, początkowo pod nazwą Veer. Pod koniec 2004 roku grupa podpisała kontrakt płytowy z wytwórnią muzyczną Universal Music Polska. 14 lutego 2005 roku ukazał się debiutancki album grupy pt. Nie wiem.... 27 listopada 2009 zespół otrzymał dziką kartę do Krajowych Eliminacji 2010 do Eurowizji 2010

## Dyskografia

### Albumy
- Nie wiem... (14 lutego 2005)

### Single
- Nie wiem... (2005)[5]
- Trzy dni (2005)[6]
- Zakochani (2005)
- Obiecaj mi (2007)[7]
- Dotyk gwiazd (2007)[8]
- Nie jeden raz (2009)[9]
- Sunrise (2010)
- Co w sercu śpi (2011)
- Hey You! (2012)
- Retro spekcja (2013)
- Lena (2014)